# ممشقة مزروعة

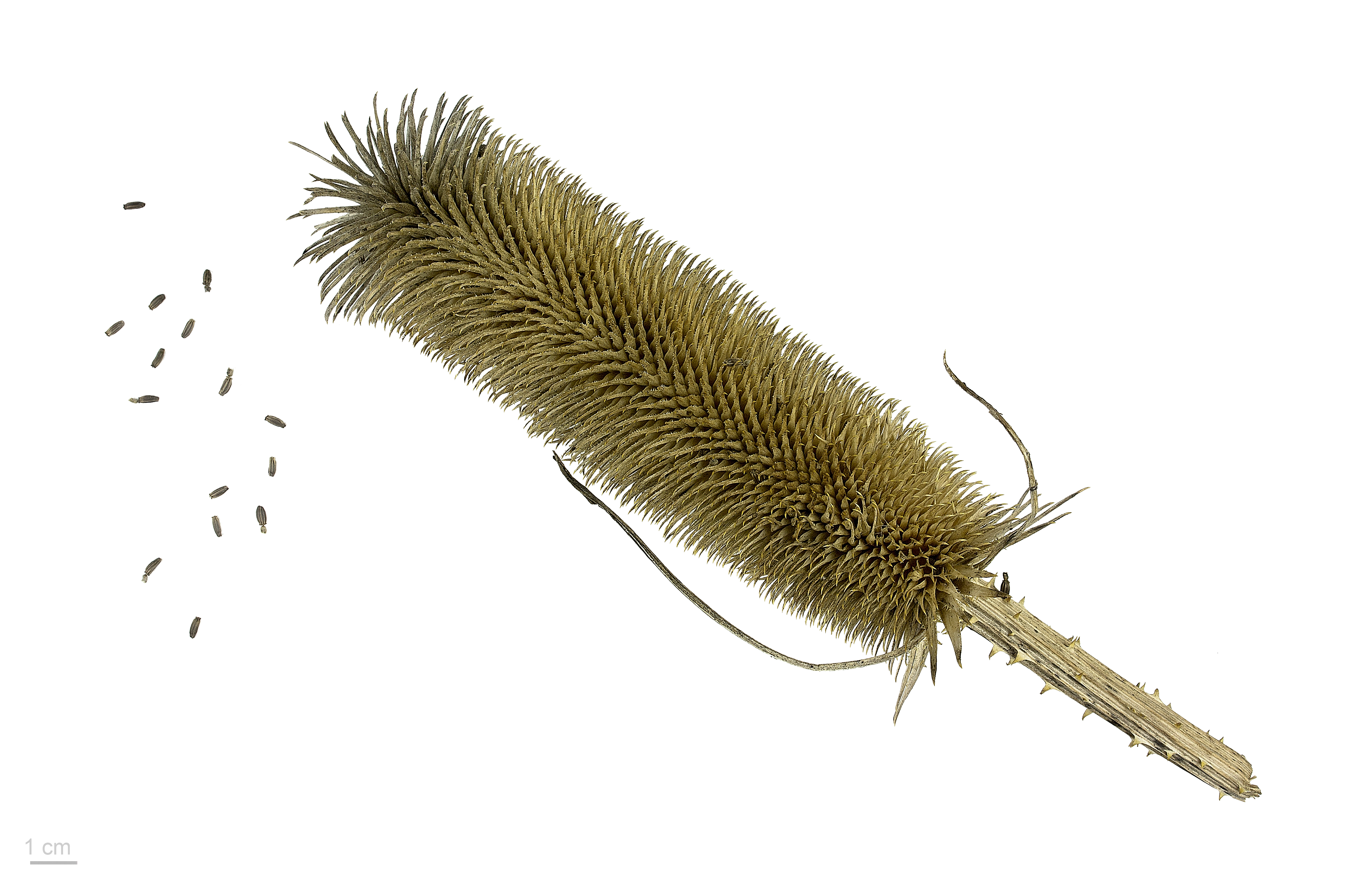
Dipsacus sativus”

ممشقة مزروعة (الاسم العلمي:Dipsacus sativus) هو نوع من النباتات يتبع جنس الممشقة من الفصيلة المعزية الورق.